# Trachea epixanthana
Trachea epixanthana är en fjärilsart som beskrevs av Metzger 1928. Trachea epixanthana ingår i släktet Trachea och familjen nattflyn. Inga underarter finns listade i Catalogue of Life.